# Sam Stockley
Samuel Joshua „Sam” Stockley (Tiverton, Devonshire, 1977. szeptember 5. –) angol labdarúgó, hátvéd. Több mint egy évtizedes pályafutása során 457 alkalommal szerepelt különböző Football League csapatokban.
Fiatalon a Southampton csapatában kezdte pályafutását, majd az 1990-es években a Barnetnél tett szert hírnévre. Rövid ideig az Oxford United, majd négy évig a Colchester United alkalmazásában állt. Miután a 2005-2006-os évadban hozzásegítette a Colchestert, hogy feljusson a League One-ból, a Wycombe Wanderers játékosa lett, ahol két idényt töltött el. 2008 májusában a Port Vale játékosa lett. 2009 novemberében bejelentette visszavonulását a hivatásos labdarúgástól, de 2010-ben elfogadta a Ferencvárosi TC ajánlatát. A magyarországi kitérő után visszatért Angliába, ahol alsóbb osztályú csapatok játékosa lett (Droylsden, Telford United), majd 2011-ben az amerikai FC New Yorkhoz került. 2012-ben végül a Carolina RailHawks-hoz szerződött, itt fejezte be pályafutását.

## Pályafutása
Stockley 1994-ben, 17 évesen került a Southamptonhoz, azonban nem sikerült az első csapatba jutnia. 1996-ban távozott a klubtól, és a Football League Third Division-ben szereplő Barnet játékosa lett. Első mérkőzése 1997. január 14-én volt, amikor egy Swansea City ellen 3-0-ra elveszített meccsen debütált. Ezt követően az idény másik 20 mérkőzésén is pályán volt, majd az 1997-98-as idényben 49 bajnoki- és kupamérkőzésen viselte a Barnet mezét. Az 1998–1999-es és az 1999–2000-es idényben is a védelem stabil tagja volt, 45, illetve 39 lejátszott mérkőzéssel. 2000. április 24-én megszerezte első gólját is, amikor 3-1-re legyőzték a Hull City-t. 2000-2001-es idényben 52 mérkőzésen játszott, és megszerezte második gólját is a Mansfield Town elleni 3-3-as döntetlen során. A londoni kerület csapatában összesen 209-szer lépett pályára, majd 2001 júliusában klubja 150 000 fontért eladta az Oxford United-nek.
Az Oxford csapatában 44 alkalommal lépett pályára a 2001–2002-es idényben. A 2002-2003-as idény kezdetén a Football League Second Division-ben szereplő Colchester United-hez került kölcsönbe, majd oxfordi szerződésének lejárta után 2002 októberében a Colchesterhez igazolt. Pályafutása harmadik gólját is itt szerezte, amikor 2002. október 29-én betalált a Barnsley elleni, 1-1-re végződő mérkőzésen. A bajnoki idényben 35 alkalommal szerepelt a csapatban. A következő évadban meghosszabbította szerződését, és biztos alapembernek számított: 60 mérkőzéséből csak kettőt hagyott ki. A 2005-2006-os bajnokságban 44-szer lépett pályára, és a Sheffield Wednesday otthonában 22 méterről gólt is lőtt a szezonnyitón. A mérkőzés Stockley csapatának 3-0-s győzelmével ért véget.
A 2005-2006-os idényben 34 alkalommal játszott a Colchester színeiben, megszerezve karrierje ötödik találatát a Southend United ellen 3-1-re elveszített mérkőzésen.
2006 márciusában Blackpoolhoz került kölcsönbe, és hét alkalommal képviselte a „tengerpartiakat”.
Miután a Colchester United-nél lejárt a szerződése, 2006 júliusában a Football League Two-ban szereplő Wycombe Wanderers-hez igazolt. Új csapatában többnyire jobb oldali védőként szerepelt, de egyes taktikai változtatások alkalmával söprögető és középhátvédi feladatokat is ellátott a 2006-2007-es bajnokság folyamán. Összesen 42 mérkőzésen játszott, és a Peterborough United elleni 3-3-as döntetlenen megszerezte hatodik gólját is. A következő idényben Russell Martin kiszorította posztjáról, ezért többször bal oldali védőként jutott játéklehetőséghez. Ebben a bajnoki évadban 23 alkalommal lépett pályára. 2008 februárjában próbajátékon vett részt az MLS-ben szereplő FC Dallas-nál, azonban nem ajánlottak szerződést neki.
Miután elhagyta a Wycombe Wanderers-t, 2008 májusától a Port Vale igazolt játékosa lett, ahol Lee Sinnott vezetőedző a csapat kapitányának nevezte ki. Azonban az idény közepén egyre kevesebb szerepet kapott az új edző, Dean Glover érkeztével. Később sikerült visszaküzdenie magát a csapatba, és Marc Richards edző a kapitányi szalagot is neki adta. Bevallása szerint a 2008-2009-es idény során többször is a visszavonulását fontolgatta, de miután visszakerült a csapatba, újra élvezni kezdte a játékot.
2009 augusztusában újratárgyalta szerződését, hogy a 2009-2010-es évadban több játéklehetőséghez juthasson, és sikerült elérnie, hogy a szerződéséből eltávolítsanak egy záradékot, mely csak 50 lejátszott mérkőzés után tette lehetővé a szerződéshosszabbítást. A bajnokság kezdetén az újonnan érkező Adam Yates-szel kellett megküzdenie a csapatba kerülésért, de szeptember végén csapattársaival együtt az eladólistára került, miután egymás után háromszor veszítettek. 2009 novemberében, 12 lejátszott mérkőzés után bejelentette visszavonulását. Döntését orvosi okokkal magyarázta, mivel egyik szemére megsérült.
2010 januárjában visszatért, és a magyar rekordbajnok Ferencvárosi TC labdarúgója lett, melyet akkoriban honfitársa, az angol Craig Short edzett. A 2009-2010-es idényben 15 alkalommal lépett pályára. A következő bajnokság idején Prukner László már kevesebb lehetőséghez juttatta, így csak két alkalommal szerepelt zöld-fehérben.
2011 januárjában visszatért Angliába, ahol a hatodosztályú Telford United játékosa lett. Ennek ellenére egy hónap múlva Stockley a klub egyik bajnokságbeli riválisához, a Droylsden-hez szerződött. Még abban az évben elutazott az Egyesült Államokba, ahol az újonnan megalakuló USL Pro bajnokságban (harmadik vonal) szereplő FC New York játékosa lett. A csapat nem szerepelt az elvárásoknak megfelelően (a hatcsapatos csoportban 5. lett), a következő bajnokságban pedig a negyedik vonalban indultak. Stockley 16 mérkőzésen lépett pályára. 2012 áprilisában Stockley a Carolina RailHawks csapatához szerződött, amely a North American Soccer League (második vonal) tagja.

## Visszavonulása után
Stockley egy UEFA Pro Licences tanfolyamon C-szintű edzői fokozatot szerzett. A Port Vale-nél eltöltött idő alatt a Staffordshire Egyetemen televíziós újságírást tanult, annak érdekében, hogy visszavonulása után sportriporterként dolgozhasson. Míg a Wycombe Wanderers alkalmazásában állt, külön rovata volt a klub műsorfüzetében.

## Statisztikái
| Idény               | Csapat                 | Osztály             | Bajnokság | Bajnokság | FA Cup | FA Cup | League Cup | League Cup | Egyéb | Egyéb | Összesen | Összesen |
| Idény               | Csapat                 | Osztály             | Mérk.     | Gól       | Mérk.  | Gól    | Mérk.      | Gól        | Mérk. | Gól   | Mérk.    | Gól      |
| ------------------- | ---------------------- | ------------------- | --------- | --------- | ------ | ------ | ---------- | ---------- | ----- | ----- | -------- | -------- |
| 1996–1997           | Barnet                 | Third Division      | 21        | 0         | 0      | 0      | 0          | 0          | 3     | 0     | 24       | 0        |
| 1997–1998           | Barnet                 | Third Division      | 41        | 0         | 1      | 0      | 4          | 0          | 3     | 0     | 49       | 0        |
| 1998–1999           | Barnet                 | Third Division      | 41        | 0         | 1      | 0      | 2          | 0          | 1     | 0     | 45       | 0        |
| 1999–2000           | Barnet                 | Third Division      | 34        | 1         | 0      | 0      | 2          | 0          | 3     | 0     | 39       | 1        |
| 2000–2001           | Barnet                 | Third Division      | 45        | 1         | 2      | 0      | 2          | 0          | 3     | 0     | 52       | 1        |
| Összesen            | Összesen               | Összesen            | 182       | 2         | 4      | 0      | 10         | 0          | 13    | 0     | 209      | 2        |
| 2001–2002           | Oxford United          | Third Division      | 41        | 0         | 1      | 0      | 1          | 0          | 1     | 0     | 44       | 0        |
| Összesen            | Összesen               | Összesen            | 41        | 0         | 1      | 0      | 1          | 0          | 1     | 0     | 44       | 0        |
| 2002–2003           | Colchester United      | Second Division     | 33        | 1         | 1      | 0      | 0          | 0          | 1     | 0     | 35       | 1        |
| 2003–2004           | Colchester United      | Second Division     | 44        | 0         | 6      | 0      | 2          | 0          | 6     | 0     | 58       | 0        |
| 2004–2005           | Colchester United      | League One          | 37        | 1         | 5      | 0      | 2          | 0          | 0     | 0     | 44       | 1        |
| 2005–2006           | Colchester United      | League One          | 26        | 1         | 3      | 0      | 1          | 0          | 4     | 0     | 34       | 1        |
| 2005–2006           | Blackpool (kölcsönben) | League One          | 7         | 0         | 0      | 0      | 0          | 0          | 0     | 0     | 7        | 0        |
| Összesen            | Összesen               | Összesen            | 140       | 3         | 15     | 0      | 5          | 0          | 11    | 0     | 171      | 3        |
| 2006–2007           | Wycombe Wanderers      | League Two          | 34        | 1         | 2      | 0      | 4          | 0          | 2     | 0     | 42       | 1        |
| 2007–2008           | Wycombe Wanderers      | League Two          | 22        | 0         | 1      | 0      | 0          | 0          | 0     | 0     | 23       | 0        |
| Összesen            | Összesen               | Összesen            | 56        | 1         | 3      | 0      | 4          | 0          | 2     | 0     | 65       | 1        |
| 2008–2009           | Port Vale              | League Two          | 22        | 0         | 1      | 0      | 1          | 0          | 1     | 0     | 25       | 0        |
| 2009–2010           | Port Vale              | League Two          | 9         | 0         | 0      | 0      | 2          | 0          | 1     | 0     | 12       | 0        |
| Összesen            | Összesen               | Összesen            | 31        | 0         | 1      | 0      | 3          | 0          | 2     | 0     | 37       | 0        |
| 2009–2010           | Ferencvárosi TC        | NB I                | 15        | 0         | –      | –      | –          | –          | 0     | 0     | 15       | 0        |
| 2010–2011           | Ferencvárosi TC        | NB I                | 2         | 0         | –      | –      | –          | –          | 0     | 0     | 2        | 0        |
| Összesen            | Összesen               | Összesen            | 17        | 0         | 0      | 0      | 0          | 0          | 0     | 0     | 17       | 0        |
| 2010–2011]          | Telford United         | Conference North    | 0         | 0         | 0      | 0      | –          | –          | 0     | 0     | 0        | 0        |
| Összesen            | Összesen               | Összesen            | 0         | 0         | 0      | 0      | 0          | 0          | 0     | 0     | 0        | 0        |
| 2010–2011           | Droylsden              | Conference North    | 1         | 0         | 0      | 0      | –          | –          | 0     | 0     | 1        | 0        |
| Összesen            | Összesen               | Összesen            | 1         | 0         | 0      | 0      | 0          | 0          | 0     | 0     | 1        | 0        |
| 2011                | FC New York            | USL Pro             | 16        | 0         | –      | –      | –          | –          | 0     | 0     | 16       | 0        |
| Összesen            | Összesen               | Összesen            | 16        | 0         | 0      | 0      | 0          | 0          | 0     | 0     | 16       | 0        |
| 2012                | Carolina RailHawks     | NASL                | 13        | 0         | –      | –      | –          | –          | 0     | 0     | 13       | 0        |
| Összesen            | Összesen               | Összesen            | 13        | 0         | 0      | 0      | 0          | 0          | 0     | 0     | 13       | 0        |
| Pályafutás összesen | Pályafutás összesen    | Pályafutás összesen | 506       | 6         | 24     | 0      | 23         | 0          | 29    | 0     | 582      | 6        |

## Elismerései
Colchester United
- Football League One feljutó: 2005–2006